# ロバート・カミング・シェンク

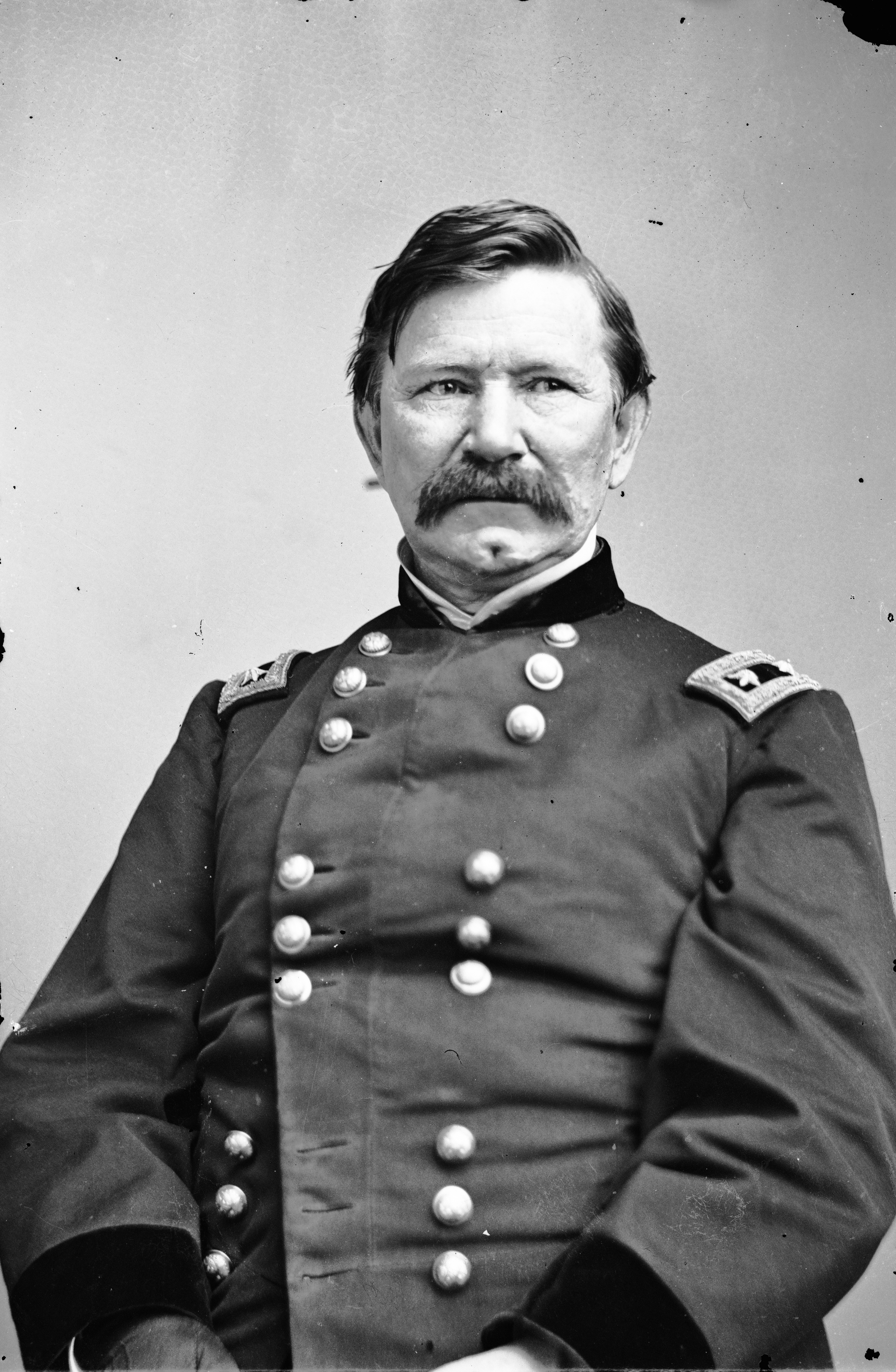
ロバート・カミング・シェンク

ロバート・カミング・シェンク（Robert Cumming Schenck, 1809年10月4日 - 1890年3月23日）は、アメリカ合衆国の軍人。南北戦争では北軍の将軍を務め、第一次ブルランの戦い、クロスキーズの戦い、第二次ブルランの戦いに参加した。海軍軍人のジェイムズ・フィンドレー・シェンクは兄。

## 生い立ちと初期の経歴
1809年10月4日、オハイオ州ウォーレン郡フランクリンにて生まれる。1821年に父親と死別。ジェイムズ・フィンドレーの後見を受けて成長する。
1824年、マイアミ大学に2年生として入学。1827年に文学士号を取得し大学を卒業するが、その後もオハイオ州オックスフォードに残りフランス語やラテン語の個人教師に従事した。1830年、文学修士号を取得。
トマス・コーウィンの下で法律を学び1831年に弁護士認可を受ける。その後オハイオ州デイトンに移り、開業弁護士として頭角を現しジョセフ・ハルゼー・クレインと共同で弁護士事務所「クライン・アンド・シェンク」を経営した。
1838年には政界への進出を目指し州下院議員に立候補するが敗北。1841年、再び州下院議員に立候補し当選する。1840年の大統領選挙ではホイッグ党を支持し、有能な演説者の1人として高い評価を獲得した。1843年に連邦下院議員に選出され、1849年まで4期連続で当選、1847年には道路運河委員会の委員長も務めた。当時、奴隷制廃止の申し立てを抑制するため長期にわたり言論統制法が施行されており、シェンクはこれを撤廃するよう訴え、また米墨戦争を奴隷制度を促す侵略戦争だと批判した。
1851年、連邦下院への再選を辞退すると、同年3月、ミラード・フィルモア大統領から駐ブラジル公使に指名され、また駐ウルグアイ公使、駐アルゼンチン公使、駐パラグアイ公使の信任状も与えられた。彼はブエノスアイレス、モンテビデオ、アスンシオンを歴訪してラプラタ川およびその支流流域諸国と条約の締結に成功、そのうちの一部はアメリカに最恵国待遇を与えるものであった。しかしウルグアイとの通商条約はアメリカ上院が批准を棄却、これは1852年の大統領選挙におけるホイッグ党の敗因の1つとなった。
1854年、オハイオ州へ帰郷。一般的な共和党員の立場からすればシェンクに対する印象は悪いものではなかったが、ジョン・C・フレモントが彼に対して非常に強い反感を抱いており、シェンクは一時的に政治から離れる。彼はオハイオ州において弁護士として名声を確立し、またフォートウェイン西武鉄道の社長となった。シェンクはその後も共和党内でより多くの支持を獲得し、1859年9月にはデイトンで演説を行い国内で高まりつつある敵意に言及、この演説において共和党はエイブラハム・リンカーンを大統領に指名すべきであると主張した。
これは、公の場においてリンカーンを大統領候補として支持した、最初の出来事と考えられている。1860年にシカゴで開催された政治集会とその後の選挙運動においても、強い熱意でリンカーンを支援した。

## 南北戦争
サムター要塞が砲撃を受け、南北戦争が開戦すると、シェンクは大統領と面会し軍務への参加を申し出た。シェンクは後に、当時のことを次のように述べている。
シェンクは1861年5月17日に北軍に参加し、志願兵准将として任命を受けた。陸軍士官学校出身者からは政治的将軍と蔑視された。シェンクは軍人ではなかったが、軍事科学について熱心に研究していた。シェンクは最初の戦闘において貨車による偵察を試みたが、シェンクの中隊は銃撃を受け、若干名が負傷した。シェンク将軍は兵士に対し、貨車から降りて突撃するよう下命した。だがその後、工兵が貨車とともに逃走し、少数の兵士を置き去りにした。しかしながら敵兵は、取り残された兵士を大軍隊の先兵隊と勘違いし、捕縛することなく立ち去った。この出来事は後にウィンフィールド・スコット将軍の調査で「ヴィエナ事件」として知られるようになったが、鉄道での一件は陸軍士官学校出身のダニエル・タイラー将軍の手引きであったとされ、シェンク将軍の名誉は守られることとなった。しかしながらこの出来事はその後も、シェンクの信用を傷つけるためにしばしば言及された。
続いて1861年7月21日、シェンク将軍は第一次ブルランの戦いに参加し、ダニエル・タイラー将軍の師団で旅団を指揮した。戦況は劣勢で、各部隊には間もなく撤退の命令が下った。シェンク将軍は自身の旅団を、大軍から分散させることなく引き揚げさせることに成功した。その後シェンクは、バージニア州西部でウィリアム・ローズクランズの指揮下に入り、続いてジョン・C・フレモントの下で作戦に当たった。シェンクは1862年の渓谷戦役でクロスキーの戦いに参加し、フランツ・シーゲル不在の際に一時的に第1軍団を指揮した。その後シェンクはジョン・ポープ将軍率いるバージニア軍に加わることを命じられ、第二次ブルランの戦い直前に合流した。シェンクは2日間にわたって戦い続けた後、2日目に重傷を負い、右腕に障害を残した。シェンクはその戦闘後の1862年9月18日に、少将に昇格した。
シェンクは6ヶ月にわたって戦地勤務へ復帰することができなかったが、中部軍事省 (Middle Military Department) の指揮権を与えられた。シェンクは動揺するメリーランド州民との交流を図り、背信・反逆行為の抑制に努めた。だが、南部を支持する一部の州民からは不評を買った。1863年12月3日、シェンクは共和党員として連邦下院議員に専念するため、士官を辞した。

## 戦後の活動
1862年末、シェンクはオハイオ州第3選挙区から連邦下院議員に選出され、1863年3月から第38連邦議会に参加した。シェンクは対立候補である民主党のクレメント・ヴァランディガムを大差で下した。シェンクは着任してすぐ軍事委員会委員長に就任した。軍事問題に関してシェンクは、正規兵よりも志願兵に対して温厚な姿勢をとった。またシェンクは、南部からの脱走兵に非情な立場をとり、彼らの公民権を剥奪すべきとする法案をいくつも提起した。その一方で、下級将校や兵卒には温和な態度を見せた。シェンクは第41連邦議会まで4期連続で下院議員を務め、第41連邦議会では歳入委員会委員長を務めるなど、下院での指導者的立場についた。
シェンクは1870年末に連邦下院議員5期目の再選を目指したが、失敗した。シェンクはユリシーズ・グラント大統領から駐イギリス公使への指名を受け、1871年1月5日に下院議員を辞職した。シェンクは1871年7月に渡英した。シェンクはグラント大統領の要請により、アラバマ要求の解決を図るための交渉委員会の一員となり、その解決に当たった。そしてシェンクは特に、南部海軍提督ラファエル・セムズらが引き起こした問題を中心に扱った。
またシェンクは公使としてサマセットでの宮中パーティーに参加し、ヴィクトリア女王の歓迎を受けた。シェンクはそのパーティーにおいて、参加者の公爵夫人からポーカーのルールを書き留めておくよう催促された。公爵夫人はシェンクが書き留めたポーカーのルールを個人的に印刷・複製し、その後の各所のパーティーで使用した。このときシェンクが書き留めたルールは、南北戦争中にアメリカで流行したドロー・ポーカーであり、このルールは瞬く間にイギリス中に広まった。その結果、ドロー・ポーカーはイギリスにおいて「シェンクのポーカー」として知られるようになった。
1876年、シェンクはユタ州オルタ近郊のエマ銀山採鉱会社で幹部に就任し、イギリスでの営業活動に自身の名前を使用してもよいとする許可を会社に与えた。シェンクの名は駐英公使として広く知られるようになっていたため、イギリス国民から多額の投資が集まった。シェンクの名が使用された当初、会社は内部者取引により利益を確保し、出資者は大きな配当金を受け取ることができた。だが間もなく、鉱山が採掘され尽くしたことが知られ、株価は暴落した。シェンクは大きな非難を浴び、家宅捜査を要求された。シェンクは1875年春に公使職を辞任した。連邦議会はその後の調査において、シェンクの行動は犯罪に該当しないが、自身の名前や立場を貸し出したことは非常に悪い判断であった、と結論付けた。
1875年末、シェンクはイギリスから帰国し、ワシントンD.C.で弁護士業を再開した。シェンクは1890年3月23日、ワシントンD.C.において80歳で死去した。シェンクの遺体はオハイオ州デイトンに埋葬された。

## 家族
父親はオランダからの移民の子孫ウィリアム・コーテニアス・シェンク、母親はエリザベス・ロジャーズ (Elizabeth Rogers, 1773-1821)。
1834年8月21日、シェンクはニューヨーク州スミスタウンにおいて、レンネルケ・ウッドヒル・スミス (Rennelche Woodhull Smith, 1811-1849) と結婚した。2人の間には6人の娘が生まれ、そのうち3人が成年まで生き残った。
1. メアリー・スミス・シェンク (Mary Smith Schenck, 1835-1843)
2. エリザベス・ロジャーズ・シェンク (Elizabeth Rogers Schenck, 1837-????)
3. ジュリア・クライン・シェンク (Julia Crane Schenck, 1839-????)
4. サリー・シェンク (Sally Schenck, 1841-????)
5. メアリー・シェンク (Mary Schenck, 1843-????)
6. レンネルケ・シェンク (Rennelche Schenck, 1845-1908)

## 著作物
- Draw. Rules for Playing Poker (Brooklyn: Privately printed, 1880. 16mo, 17 pages)